# 正論大賞
正論大賞（せいろんたいしょう）は、フジサンケイグループが主催する賞である。「自由と民主主義を守り、国益を第一に考える“正論”路線」の基本理念を発展させた学者や文化人、特筆すべき言論活動を行ったオピニオンリーダーに贈るとしている。

## 概要
1985年（昭和60年）制定。毎年12月に発表される。これまでの受賞者は、第1回の渡部昇一をはじめ、加藤寛、唐津一、曽野綾子、竹村健一、堺屋太一ら、産経新聞のオピニオン・コラム「正論」の執筆者（いわゆる“正論メンバー”）や、保守論壇で活躍する論客が多い。2000年（平成12年）からは、「21世紀の日本を担う新進気鋭の言論人を見いだして顕彰する」ため、新たに「正論新風賞」が設けられている。
正論大賞は、御正進制作のブロンズ像「飛翔」と副賞100万円。正論新風賞は、小堤良一制作のブロンズ像「ソナチネ」と副賞50万円。贈呈式は発表翌年2月に開催され、2011年まではグランドプリンスホテル赤坂、2012年はグランドプリンスホテル高輪で行われた。2019年はホテルニューオータニで行われ、安倍晋三も出席し、「言論界における日本の道標として正論路線がこれからも堂々と展開され、先生方が受賞を機にますます活躍されることを期待する」と述べている。2024年の第39回授賞式には岸田文雄が受賞者に向けて「心から敬意を表したい」と映像でメッセージを寄せた。

## 歴代受賞者
| 第1回（1985年＝昭和60年）  | 渡部昇一           | 以下は付記     |
| 第2回（1986年）            | 加藤寛             |                |
| 第3回（1987年）            | 唐津一             |                |
| 第4回（1988年）            | 曽野綾子           |                |
| 第5回（1989年＝平成元年)   | 竹村健一           |                |
| 第6回（1990年）            | 猪木正道           |                |
| 第7回（1991年）            | 堺屋太一           |                |
| 第8回（1992年）            | 西部邁             |                |
| 第9回（1993年）            | 上坂冬子           |                |
| 第10回（1994年）           | 西尾幹二           |                |
| 第11回（1995年）           | 岡崎久彦           |                |
| 第12回（1996年）           | 田久保忠衛         |                |
| 第13回（1997年）           | 江藤淳             |                |
| 第14回（1998年）           | 三浦朱門           |                |
| 第15回（1999年）           | 石原慎太郎         |                |
| 第15回（1999年）           | 勝田吉太郎         | 特別賞         |
| 第15回（1999年）           | 桑原寿二           | 特別賞         |
| 第15回（1999年）           | 佐伯彰一           | 特別賞         |
| 第15回（1999年）           | 関嘉彦             | 特別賞         |
| 第16回（2000年）           | 小堀桂一郎         |                |
| 第17回（2001年）           | 屋山太郎           |                |
| 第17回（2001年）           | 亀井正夫           | 特別賞         |
| 第18回（2002年）           | 中西輝政           |                |
| 第19回（2003年）           | 中嶋嶺雄           |                |
| 第20回（2004年）           | 森本敏             |                |
| 第21回（2005年）           | 藤岡信勝           |                |
| 第22回（2006年）           | 佐々淳行           |                |
| 第23回（2007年）           | 佐伯啓思           |                |
| 第23回（2007年）           | 阿久悠             | 特別賞         |
| 第24回（2008年）           | 加地伸行           |                |
| 第25回（2009年）           | 佐瀬昌盛           |                |
| 第26回（2010年）           | 櫻井よしこ         |                |
| 第27回（2011年）           | 渡辺利夫           |                |
| 第28回（2012年）           | 西原正             |                |
| 第28回（2012年）           | 中曽根康弘         | 特別賞         |
| 第29回（2013年）           | 葛西敬之           |                |
| 第29回（2013年）           | 西修               | 特別賞         |
| 第30回（2014年）           | 秦郁彦             |                |
| 第30回（2014年）           | 西岡力             |                |
| 第31回（2015年）           | ジェームズ・アワー | 外国人で初     |
| 第32回（2016年）           | 木村汎             |                |
| 第33回（2017年）           | 新保祐司           |                |
| 第34回（2018年）           | 西修               | 初のダブル受賞 |
| 第34回（2018年）           | 百地章             | 初のダブル受賞 |
| 第35回（2019年＝令和元年） | 笹川陽平           |                |
| 第35回（2019年＝令和元年） | 李登輝             | 特別賞         |
| 第36回（2020年)            | 古川勝久           |                |
| 第37回（2021年）           | 平川祐弘           |                |
| 第37回（2021年）           | 横田滋             | 特別賞         |
| 第37回（2021年）           | 横田早紀江         | 特別賞         |
| 第38回（2022年）           | 織田邦男           |                |
| 第38回（2022年）           | 安倍晋三           | 特別賞         |
| 第39回（2023年）           | 江崎道朗           |                |
| 第39回（2023年）           | 田久保忠衛         | 特別功労賞     |
| 第39回（2024年)            | 宮家邦彦           |                |

| 第1回（2000年）  | 櫻田淳         |
| 第2回（2001年）  | 八木秀次       |
| 第3回（2002年）  | 阿久悠         |
| 第4回（2003年）  | 藤原正彦       |
| 第5回（2004年）  | 和田秀樹       |
| 第6回（2005年）  | （該当者なし） |
| 第7回（2006年）  | 古田博司       |
| 第8回（2007年）  | 新保祐司       |
| 第9回（2008年）  | 坂元一哉       |
| 第10回（2009年） | 遠藤浩一       |
| 第11回（2010年） | （該当者なし） |
| 第12回（2011年） | 井上寿一       |
| 第13回（2012年） | （該当者なし） |
| 第14回（2013年） | 吉崎達彦       |
| 第15回（2014年） | 山田吉彦       |
| 第16回（2015年） | （該当者なし） |
| 第17回（2016年） | 井上和彦       |
| 第18回（2017年） | 小川榮太郎     |
| 第18回（2017年） | 三浦瑠麗       |
| 第19回（2018年)  | 楊海英         |
| 第20回（2019年)  | 江崎道朗       |
| 第21回（2020年)  | 竹田恒泰       |
| 第22回（2021年） | （該当者なし） |
| 第23回（2022年） | 松原実穂子     |
| 第24回（2023年） | 阿古智子       |
| 第39回（2024年)  | 小泉悠         |